# Airco Caravan
Airco Caravan, pseudoniem van Ine Reijnen, (Boven-Leeuwen, 24 mei 1965) is een kunstschilder en conceptueel kunstenaar werkzaam in Amsterdam en New York.

## Opleiding
Ze ging naar de middelbare school Pax Christi in Druten, en studeerde daarna aan de Hogeschool voor de Kunsten in Utrecht. Daar studeerde ze af in 1988.

## Vroege carrière
Na de kunstacademie werkte Airco als art director en freelance designer. In 2006 deed ze een zeefdrukcursus bij MK24 in Amsterdam. Daarna besloot ze zich toch weer te focussen op het maken van schilderijen. In 2011 ging ze naar de Art Students League of New York waar ze haar olieverftechnieken verder perfectioneerde.

## Tentoonstellingen en grote kunstprojecten
Airco is een vrouwenrechten en mensenrechtenactivist. In 2013 vroeg Airco aan 16 verschillende Chinese kunstenaars een deel van het gezicht van de Dalai Lama te schilderen. Deze kunstenaars maakten een schilderij van een neus een oor of een ander deel van de huid terwijl ze dachten een deel van een mango of een ander object te schilderen. Dit moest op deze manier gebeuren omdat het portretteren van de Dalai Lama verboden is in China. De kunstenaars stuurden hun werk naar Airco, die de werken samenvoegde tot een portret van de Dalai Lama. Dit portret is uiteindelijk cadeau gedaan aan de Dalai Lama voor zijn verjaardag door de International Campaign for Tibet op 6 juli 2014.
In 2017 was Airco betrokken bij verschillende Nasty Women-tentoonstellingen en organiseerde ze zelf een show in samenwerking met de Josilda da Conceição Gallery in Amsterdam. Het geld dat werd opgehaald werd gedoneerd aan Women on Waves, COC Amsterdam en She Decides.
Op 21 maart 2018 bood Airco tijdens International Day for the Elimination of Racial Discrimination een sculptuur van Martin Luther King aan Sylvana Simons aan in de Open Space Contemporary Art Museum in Amsterdam. In het kunstproject Monument for Martin Luther King, vroeg Airco twee beeldhouwers om 50 sculpturen te maken van Martin Luther King met de intentie de geschiedenis met het heden te verbinden. John Lewis, Barack and Michelle Obama waren enkelen van de 49 andere ontvangers van de sculpturen. Op 15 januari 2020, de verjaardag van Dr. King, plaatste Airco zonder toestemming een 120 cm groot bronzen beeld van Martin Luther King in het gelijknamige park in Amsterdam. Het beeld wordt gedoogd door Stadsdeel Zuid in Amsterdam.

## Solo tentoonstellingen (selectie)
- 2018 Front Gallery, Arti et Amicitiae, Amsterdam[12]
- 2016 Arti Gallery, Rokin 114, Amsterdam [13]
- 2016 The Night of the Dictatorship, De Balie, Amsterdam
- 2016 Open Studios Port Morris, South Bronx, NYC
- 2015 Little Easter Solo show, LES, New York, NY
- 2015 This Art Fair, Beurs van Berlage, Amsterdam [14]
- 2014 Art of What, Gemak, The Hague [15]
- 2014 The Other Side of Light, Art in Redlight, Amsterdam [16][17]
- 2013 International Window, Arps & Co Gallery, Amsterdam [18]
- 2013 Art in Redlight Art Fair, Beurs van Berlage, Amsterdam [19]
- 2013 Airco Caravan's Cycling Art Gallery, The Hague and Amsterdam [20]

## Privé
Airco is getrouwd met BSNSSMN. Ze wonen en werken in Amsterdam and New York.